# Serbia e Montenegro ai Giochi della XXVIII Olimpiade
La rappresentativa olimpica di Serbia e Montenegro ha partecipato ai Giochi della XXVII Olimpiade di Atene, svoltisi a dal 13 al 29 agosto 2004, con una delegazione formata da 87 atleti che ha conquistato 2 medaglie, entrambe d'argento.

## Medagliere

### Per sport
| Sport                       | Oro | Argento | Bronzo | Totale |
| --------------------------- | --- | ------- | ------ | ------ |
| Pallanuoto                  | 0   | 1       | 0      | 1      |
| Tiro ("a volo" + "a segno") | 0   | 1       | 0      | 1      |
| Totale                      | 0   | 2       | 0      | 2      |

### Medaglie
| Medaglia | Nome                | Sport        | Evento                     |
| -------- | ------------------- | ------------ | -------------------------- |
| Argento  | Jasna Šekarić       | Tiro a segno | Pistola 10m aria compressa |
| Argento  | Serbia e Montenegro | Pallanuoto   | Torneo maschile            |

## Risultati

### Calcio
- Uomini

| Atleta | Classifica |                                |
| --- | --- | ------------------------------ |
| V · D · M Nazionale olimpica serbomontenegrina · Calcio ai Giochi Olimpici Estivi 2004 1 Milojević · 2 Biševac · 3 Neziri · 4 Stepanov · 5 Jokić · 6 Baša · 7 Milovanović · 8 Lovré · 9 Delibašić · 10 Vukčević · 11 Matić · 12 B. Petrović · 13 Lomić · 14 Lazarević · 15 Krasić · 16 Nikezić · 17 Radonjić · 18 Čanović · CT : V. Petrović | 16° |                                |
| Nazionale olimpica serbomontenegrina · Calcio ai Giochi Olimpici Estivi 2004 | |                                |
| 1 Milojević · 2 Biševac · 3 Neziri · 4 Stepanov · 5 Jokić · 6 Baša · 7 Milovanović · 8 Lovré · 9 Delibašić · 10 Vukčević · 11 Matić · 12 B. Petrović · 13 Lomić · 14 Lazarević · 15 Krasić · 16 Nikezić · 17 Radonjić · 18 Čanović · CT: V. Petrović                                                                                         | 1 Milojević · 2 Biševac · 3 Neziri · 4 Stepanov · 5 Jokić · 6 Baša · 7 Milovanović · 8 Lovré · 9 Delibašić · 10 Vukčević · 11 Matić · 12 B. Petrović · 13 Lomić · 14 Lazarević · 15 Krasić · 16 Nikezić · 17 Radonjić · 18 Čanović · CT: V. Petrović | Serbia e Montenegro (bandiera) |

### Pallacanestro
- Uomini

| Atleta | Classifica |
| --- | ---------- |
| V · D · M Nazionale serbomontenegrina - Pallacanestro ai Giochi della XXVIII Olimpiade - Torneo maschile 4 Bodiroga · 5 Popović · 6 Ostojić · 7 Radmanović · 8 Rakočević · 9 Šćepanović · 10 Avdalović · 11 Drobnjak · 12 Krstić · 13 Vujanić · 14 Tomašević · 15 Pavlović · All. Željko Obradović | 11°        |
| Nazionale serbomontenegrina - Pallacanestro ai Giochi della XXVIII Olimpiade - Torneo maschile |            |
| 4 Bodiroga · 5 Popović · 6 Ostojić · 7 Radmanović · 8 Rakočević · 9 Šćepanović · 10 Avdalović · 11 Drobnjak · 12 Krstić · 13 Vujanić · 14 Tomašević · 15 Pavlović · All. Željko Obradović |            |

### Pallanuoto
- Uomini

| Atleta | Classifica |                                |
| --- | --- | ------------------------------ |
| V · D · M Nazionale maschile serbo-montenegrina di pallanuoto · Giochi olimpici - Atene 2004 Ćirić · Gojković · Ikodinović · Jelenić · Jokić · Kuljača · Nikić · Šapić · Savić · Šefik · Trbojević · Udovičić · Vujasinović · CT : Nenad Manojlović | Argento |                                |
| Nazionale maschile serbo-montenegrina di pallanuoto · Giochi olimpici - Atene 2004 | |                                |
| Ćirić · Gojković · Ikodinović · Jelenić · Jokić · Kuljača · Nikić · Šapić · Savić · Šefik · Trbojević · Udovičić · Vujasinović · CT: Nenad Manojlović                                                                                               | Ćirić · Gojković · Ikodinović · Jelenić · Jokić · Kuljača · Nikić · Šapić · Savić · Šefik · Trbojević · Udovičić · Vujasinović · CT: Nenad Manojlović | Serbia e Montenegro (bandiera) |

### Tiro a segno/volo
Femminile
| Atleta        | Evento                     | Qualificazione | Qualificazione | Finale    | Finale     | Classifica |
| Atleta        | Evento                     | Punteggio      | Classifica     | Punteggio | Classifica | Classifica |
| ------------- | -------------------------- | -------------- | -------------- | --------- | ---------- | ---------- |
| Jasna Šekarić | Pistola 10m aria compressa | 387            | 1              | 96,3      | 483,3      | Argento    |
| Jasna Šekarić | Pistola 25m automatica     | 579            | 9              |           |            | 9          |